# Мууга (Ляэне-Вирумаа)
Му́уга (эст. Muuga) — деревня в волости Винни уезда Ляэне-Вирумаа, Эстония. 
До административной реформы местных самоуправлений Эстонии 2017 года входила в состав волости Лаэквере.

## География и описание
Расположена в 30 километрах к юго-востоку от уездного центра — города Раквере — и в 23 километрах к юго-востоку от волостного центра — посёлка Паюсти. Высота над уровнем моря — 99 метров.
Недалеко от Мууга находится исток реки Авийыги (длина 48 км), которая возле Лохусуу впадает в Чудское озеро.
Климат умеренный. Официальный язык — эстонский. Почтовый индекс — 46502.

## Население
По данным переписи населения 2021 года, в Мууга насчитывалось 206 жителей, из них 202 (99,0 %) — эстонцы.
По данным  переписи населения 2011 года, в деревне проживали 243 человека, из них 241 (99,2 %) — эстонцы.
Численность населения деревни Мууга по данным Департамента статистики:
| Год  | 2000 | 2011  | 2017  | 2018  | 2019  | 2020  | 2021  |
| ---- | ---- | ----- | ----- | ----- | ----- | ----- | ----- |
| Чел. | 268  | ↘ 243 | ↘ 207 | ↘ 196 | ↗ 198 | ↘ 196 | ↗ 206 |

## История
Мууга была основана в средние века монахами как монастырская мыза. В 1920 году на землях созданной на её месте рыцарской мызы Мюнкенхоф было основано поселение Мууга, в 1977 году оно получило статус деревни, в состав которой вошла также деревня Курме (эст. Kurme).

## Известные личности
В Мууга прошли первые 10 лет жизни эстонского писателя Эдуард Вильде. Там, где когда-то стоял дом детства Эдуарда Вильде, к 100-летию со дня его рождения был установлен гранитный памятник (скульптор Ферди Саннамеэс, 1959).

## Комментарии
1. ↑  Эстонские топонимы, оканчивающиеся на -а, не склоняются и не имеют женского рода (исключение — Нарва)[6].